# Harry l'Aveugle
Œuvres principales
- The Actes and Deidis of the Illustre and Vallyeant Campioun Schir William Wallace

Harry l'Aveugle, né vers 1440 et mort en 1492, aussi appelé Harry, Hary ou Henri le Ménestrel, est l'auteur de The Actes and Deidis of the Illustre and Vallyeant Campioun Schir William Wallace, plus connu sous le nom de The Wallace. Il s'agit d'un long poème narrant la vie de William Wallace, l'indépendantiste écossais, écrit vers 1477, soit 172 ans après la mort de Wallace.

## Biographie
La vie de Harry l'Aveugle est peu connue. Une des sources sont les écrits du Lord Grand Trésurier datant de 1473 à 1492 qui enregistre les paiements qui lui sont faits pour ses performances à la cour de Jacques IV d'Écosse. Harry l'Aveugle recevait de l'argent en cadeau de la part du roi à la nouvelle année, à l'instar d'autres courtiers. Le paiement en date du 2 janvier 1492 semble être celui d'une ballade accompagnée par deux harpistes gaéliques, « Ersche clareschaw », mentionnés dans les entrées voisines. Il s'agit de la dernière mention de Harry.
Il est mentionné à la ligne 69 des Lament for the Makeris de William Dunbar au début du XVIe siècle. L'historien John Mair écrivit sur Harry en 1518. Ces sources divergent sur les causes de sa cécité (de naissance ou non), bien qu'elles indiquent que Harry aurait eu un passé militaire.

## Sources
- (en) Cet article est partiellement ou en totalité issu de l’article de Wikipédia en anglais intitulé « Blind Harry » (voir la liste des auteurs).